# ATP Belgrad
Das ATP-Turnier von Belgrad (offiziell Belgrade Open) war ein zunächst von 2009 bis 2022 mit einer achtjährigen Pause in Belgrad ausgetragenes Herren-Tennisturnier. Es war das erste ATP-Turnier, das in Serbien stattfand und es wurde im Freien auf Sand gespielt. 2024 kehrte das Turnier nach zwei Jahren Pause erneut zurück und wurde das erste Mal in der Halle auf Hartplatz gespielt.

## Geschichte
Im ATP-Tour-Kalender von 2009 wurde das ATP-Turnier von Amersfoort durch das Turnier in Belgrad ersetzt. Die Lizenz für das Turnier wurde von der Firma Family Sport, welche vom serbischen Tennisspieler Novak Đoković und seiner Familie geleitet wird, erworben. Đoković ist auch Rekordsieger des Turniers, er konnte zwei der ersten vier Austragungen für sich entscheiden. 2013 gab Family Sport bekannt, dass das Turnier nicht mehr ausgetragen wird, die ATP erwarb die Lizenz des Turniers.
Im Jahr 2021 wurde das Turnier als Serbia Open wieder zum Leben erweckt, indem es die Lizenz des Turniers in Budapest, das zuletzt 2019 stattgefunden hatte, übernahm. Nach drei Ausgaben ging 2023 die Lizenz des Turniers weiter nach Banja Luka.
2024 kehrte das Turnier als Belgrade Open erneut in den Turnierkalender zurück und ersetzte kurzfristig das Turnier in Gijón. Es soll mindestens bis 2025 stattfinden. Austragungsort ist die Belgrad-Arena. Die vorherigen Ausgaben fanden im Freien im Novak Tennis Center statt.

## Siegerliste

### Einzel
| Jahr                         | Sieger            | Finalist          | Finalergebnis     |
| ---------------------------- | ----------------- | ----------------- | ----------------- |
| 2024                         | Denis Shapovalov  | Hamad Međedović   | 6:4, 6:4          |
| 2023                         | nicht ausgetragen | nicht ausgetragen | nicht ausgetragen |
| 2022                         | Andrei Rubljow    | Novak Đoković     | 6:2, 6:74, 6:0    |
| 2021 (2)                     | Novak Đoković (3) | Alex Molčan       | 6:4, 6:3          |
| 2021 (1)                     | Matteo Berrettini | Aslan Karazew     | 6:1, 3:6, 7:60    |
| 2013–2020: nicht ausgetragen |                   |                   |                   |
| 2012                         | Andreas Seppi     | Benoît Paire      | 6:3, 6:2          |
| 2011                         | Novak Đoković (2) | Feliciano López   | 7:64, 6:2         |
| 2010                         | Sam Querrey       | John Isner        | 3:6, 7:64, 6:4    |
| 2009                         | Novak Đoković (1) | Łukasz Kubot      | 6:3, 7:60         |

### Doppel
| Jahr                         | Sieger                                 | Finalist                          | Finalergebnis     |
| ---------------------------- | -------------------------------------- | --------------------------------- | ----------------- |
| 2024                         | Jamie Murray John Peers                | Ivan Dodig Skander Mansouri       | 3:6, 7:65, [11:9] |
| 2023                         | nicht ausgetragen                      | nicht ausgetragen                 | nicht ausgetragen |
| 2022                         | Ariel Behar Gonzalo Escobar            | Nikola Mektić Mate Pavić          | 6:2, 3:6, [10:7]  |
| 2021 (2)                     | Jonathan Erlich (2) Andrej Wassileuski | André Göransson Rafael Matos      | 6:4, 6:1          |
| 2021 (1)                     | Ivan Sabanov Matej Sabanov             | Ariel Behar Gonzalo Escobar       | 6:3, 7:65         |
| 2013–2020: nicht ausgetragen |                                        |                                   |                   |
| 2012                         | Jonathan Erlich (1) Andy Ram           | Martin Emmrich Andreas Siljeström | 4:6, 6:2, [10:6]  |
| 2011                         | František Čermák Filip Polášek         | Oliver Marach Alexander Peya      | 7:5, 6:2          |
| 2010                         | Santiago González Travis Rettenmaier   | Tomasz Bednarek Mateusz Kowalczyk | 7:66, 6:1         |
| 2009                         | Łukasz Kubot Oliver Marach             | Johan Brunström Jean-Julien Rojer | 6:2, 7:63         |